# 電波系

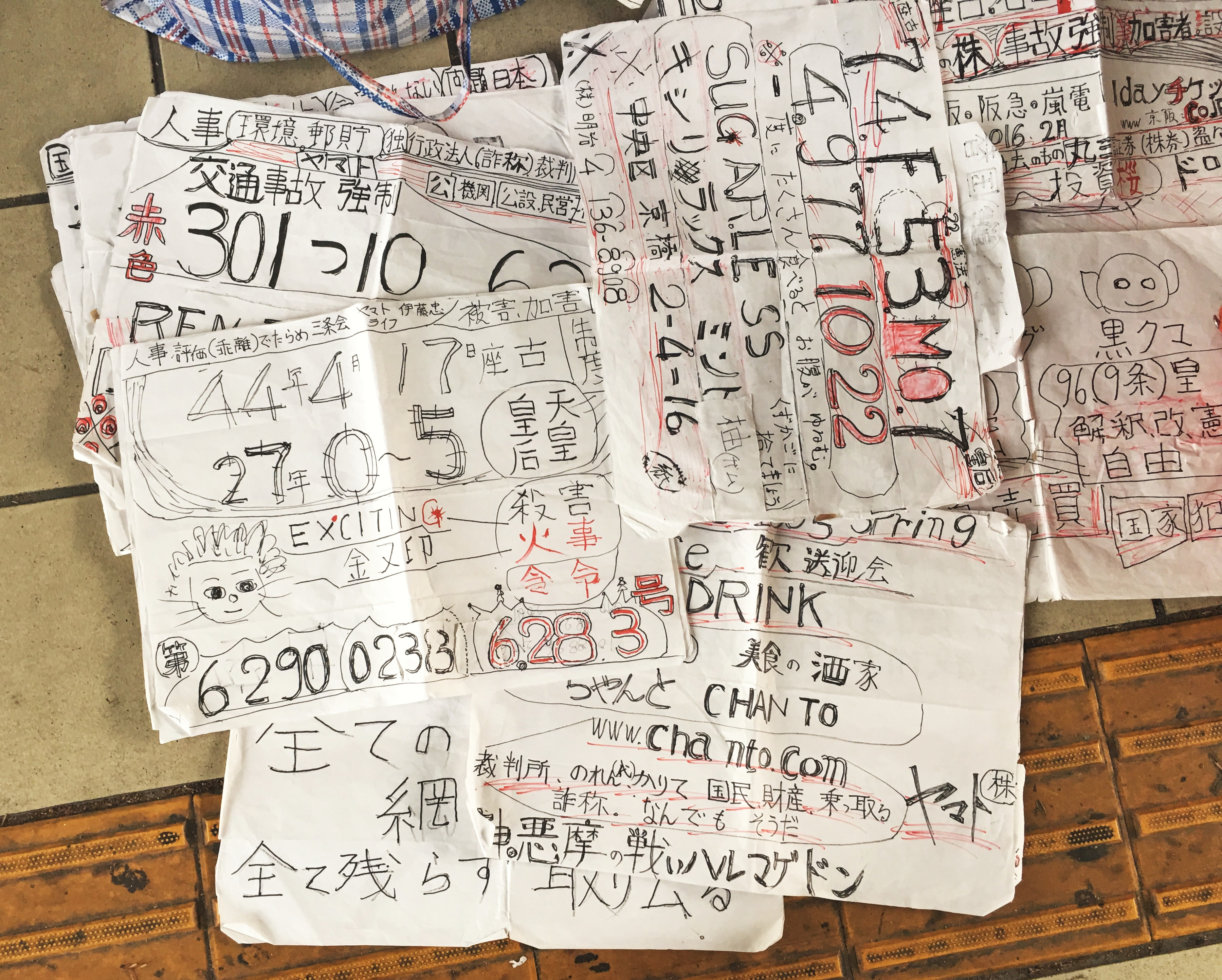
支離滅裂な主義主張を喧伝したチラシは電波ビラ／電波文書と呼ばれ、公共物への貼り紙や駅前のビラ配りに紛れていることが多い。（2016年10月に大阪府京橋駅付近にて撮影）
支離滅裂な主義主張を喧伝する電波ビラの典型。かつて東京メトロ銀座線で湊昌子（港雅子）という女性が「トリコじかけの明け暮れ」と書かれた電波ビラを配布しており、これに触発された特殊漫画家の根本敬は雑誌『宝島30』に連載したコラム『人生解毒波止場』や著書『夜間中学―トリコじかけの世の中を生き抜くためのニュー・テキスト』などを通じてこの言葉を広めた。また根本のフォロワーである電気グルーヴの石野卓球も1995年にリリースしたシングル『虹』で「トリコじかけにする」というフレーズを用いている。

電波系（でんぱけい）は、荒唐無稽な妄想や主張を周囲に向かって公言する者のことを指すスラング。他に「電波」「デンパ」「デムパ」などと表記されることもある。
電波の送受信、交信は「ゆんゆん」「よんよん」「やんやん」という擬音で表現される。

## 概要
元々は「頭の中に何者かからの声、思考、指示、妨害が電波で届く」と訴える人のことを指していた。
こういう被害妄想の症状を発する者（統合失調症かつての精神分裂症患者に多い）は、かつて電波が一般的でなかった時代は「動物」や「霊」によるものともされ、「狐憑き」などと呼ばれていた。自分や周囲が「電波に操られている」という主張は、近代化により電波を受信し発声する機器が身近に置かれるようになる昭和期に現れ始め、「ラジオからの電波」から「テレビからの電波」といったように技術の進展に伴い“発生源”が変化してきている。
近年では、「部屋に盗聴器が仕掛けられている」「無線で思考を操作されている」「インターネットを通じて見張られている」「頭にマイクロチップ・RFIDを埋め込まれてコントロールされている」といった陰謀論的主張も見られるようになってきている。
また、1980年代後半より、電磁波の人体に対する影響が問題視され始め、特に頭部や脳への影響が示唆された。同時に身近に電子レンジ、電磁誘導加熱を用いた家電、携帯電話など強い電波を発する機器が溢れるようになり、電磁波攻撃を受けていると主張する者（電磁波過敏症）も出てくるようになった。
このような被害妄想の発現としての「電波」は、1981年（昭和56年）の深川通り魔殺人事件の犯人が、自らの行動を「電波が命令した」と証言したことで一般にも知られるようになってきた。
もっとも、一般化した「電波・電波系」という用語の使用法は、こういった厳密な医学的定義（統合失調症の診断など）に沿ったものではなく、単におかしな主張をする人や、社会常識に当てはまらない行動を取る人にまで用いられる。
そのような意味での電波系の使用は、サブカルチャーやオタク系の媒体で用いられることの多い表現で、電波系な人々と長期に渡ってやりとりを続けた『宝島30』『別冊宝島』などを出版していた宝島編集部、また電波系な人を国内のみならず韓国・北朝鮮にまで捜し求めた特殊漫画家の根本敬、自身がこのような症状に苛まれているとする鬼畜系ライターの村崎百郎らの活動が背景にある。彼らや創作の中で電波系を表現した者達により、1990年代前半より「電波」・「電波系」という言葉は広がっていった。

## 創作に表れた電波
1936年、日本の古典SF『宇宙の彼方へ』（西森久記）において敵を追い払うために戦車の『毒電波』が使われる。
1970年代、BCLブームの中で、日経流通新聞（現日経MJ）と「日経広告手帖」が『高感度人間』という言葉を広告業界に広める。1977年春、西武がそれを受けて『感度はいかが？ピッ。ピッ。』という広告を出す。
漫画家・イラストレーターの渡辺和博は『ガロ』1980年9月号に『毒電波』という、させられ体験による「電波の攻撃に苦しむ人」が登場する漫画作品を発表しているが、これは被害を受ける側としての話だけでなく、電波を使って他者を制御する、という「させる側」としての電波表現も現れている。特殊漫画家の根本敬はこの漫画を読んだ後、実際に「電波」の攻撃を受けている人々に出会って驚き、自著で「電波」の存在を広めた。
デヴィッド・クローネンバーグによる1981年発表の映画『スキャナーズ』は、妊婦用睡眠薬の副作用により他者の思考が脳内に強制的に聞こえるようになった主人公らスキャナーが、意識を集中することで他者の神経に乗り移り、その行動を制御、果ては電話回線を通して電子機器の破壊まで行うものであった。このスキャナーズにおける、させられる、被害としての電波ではなく、相手を制御する・加害手法としての電波の使用は、日本の文芸作品に取り入れられていく。
音楽家・小説家の大槻ケンヂはその作品の多くで電波を表現し、様々な影響を与えた。また大槻はインディーズの時期から筋肉少女帯の歌詞や表題に「電波」を使用し、メジャーに出て以降も『妄想の男』『電波BOOGIE』『くるくる少女』などの楽曲に「電波」を組み込んだ。また『釈迦』や『僕の宗教へようこそ』では電波の発信源であるアンテナも登場し、電波体験と絡む表現を多用している。特に大槻が1992年に発表した小説『新興宗教オモイデ教』においては『スキャナーズ』同様に制御・加害手段として、念じるだけで他者の精神異常を誘発する電波「メグマ波」で敵対勢力を掃討する物語を描いた。
大槻の『新興宗教オモイデ教』と『くるぐる使い』に刺激されて、1996年1月に髙橋龍也の脚本による『雫』という美少女ゲームが発表された。この作中において、思考制御を引き起こす力は毒電波と表現されている。雫はヴィジュアルノベルという能動的に選択する小説とでもいうべき表現形態を十八禁美少女ゲームの業界に持ち込み、業界に大きな影響を与え、毒電波という語が、念により他者の思考を制御・脳神経を破壊し、対象を電波系と化すものとして広まることとなった。
このような他者からの思考伝播・制御を防ぐものとして、1927年にジュリアン・ハクスリーは『The Tissue-Culture King』において金属で頭部を包むことでテレパシーを防ぐ防具を発案しており、これがアルミ箔で頭部を包むティンホイル・ハットとして現代化し、日本でいうところの電波系の人を指す表象として定着している。

## 関連作品
- ライトノベル『電波女と青春男』: 著者: 入間人間、出版社: アスキー・メディアワークス (2009.1-2011.4)
- 同『電波的な彼女』: 著者: 片山憲太郎、出版社: 集英社 (2004/9)
- アダルトゲーム『雫』: 発売元: Leaf (1996/1)
- 同『さよならを教えて 〜comment te dire adieu〜』: 発売元: CRAFTWORK (2001/3)
- 同『ジサツのための101の方法』: 発売元: 公爵 (2001/10)
- 同『君と彼女と彼女の恋。』: 発売元: Nitroplus (2013/8)
- 少年漫画『電波教師』: 著者: 東毅、出版社: 小学館 (2011.11-2017.3)
- PlayStation 2用ソフト聖剣伝説4:発売:スクウェア・エニックス